# Petra Cetkovská
Petra Cetkovská (Prostějov, 8 februari 1985) is een professioneel tennisspeelster uit Tsjechië. In 2001 werd zij wereldkampioene bij het juniorendubbelspel. Zij begon met tennis toen zij zes jaar oud was. Haar favoriete ondergrond is hardcourt en gravel.

## Posities op deWTA-ranglijst

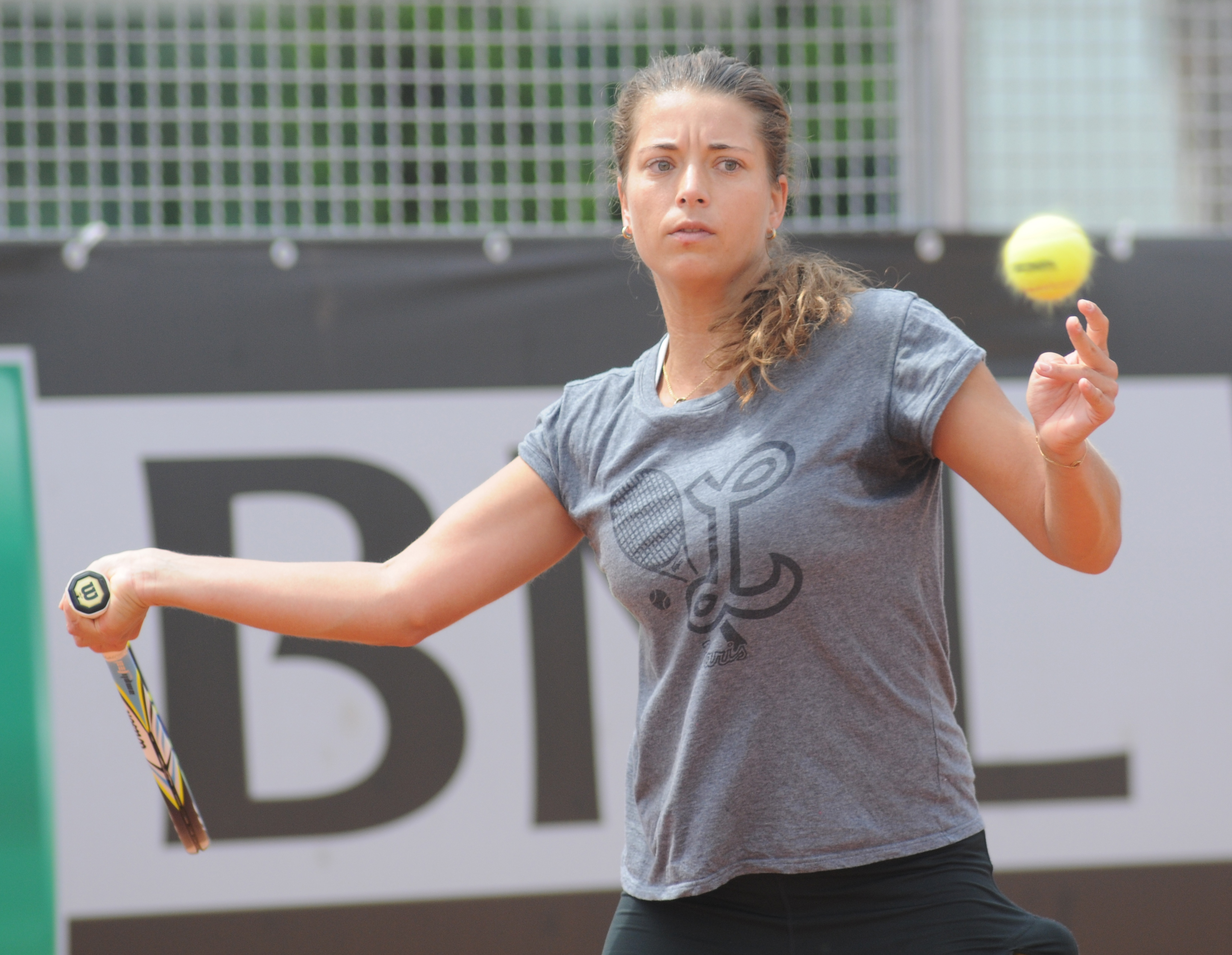
Rome 2014

Positie per einde seizoen:
| jaartal | ranking enkelspel | ranking dubbelspel |
| ------- | ----------------- | ------------------ |
| 2014    | 59                | 160                |
| 2013    | 132               | 269                |
| 2012    | 55                | 118                |
| 2011    | 31                | 154                |
| 2010    | 142               | 122                |
| 2009    | 149               | 205                |
| 2008    | 82                | 113                |
| 2007    | 103               | 133                |
| 2006    | 219               | 299                |
| 2005    | 194               | 329                |
| 2004    | 432               | 328                |
| 2003    | 481               | 336                |
| 2002    | 253               | 310                |
| 2001    | 663               | –                  |

## Palmares
| Legenda                | Legenda                  |
| ---------------------- | ------------------------ |
| Grandslamtoernooi      |                          |
| Olympische Spelen      |                          |
| Year-End Championships |                          |
| tot 2009               | 2009 – 2020 / vanaf 2021 |
| Tier I                 | Premier Mandatory        |
| Tier II                | Premier Five / WTA 1000  |
| Tier III               | Premier / WTA 500        |
| Tier IV & V            | International / WTA 250  |
|                        | Challenger / WTA 125     |

### WTA-finaleplaatsen enkelspel
| nr.              | finaledatum | toernooi      | ondergrond | tegenstandster     | score    |         |
| ---------------- | ----------- | ------------- | ---------- | ------------------ | -------- | ------- |
| Verloren finales |             |               |            |                    |          |         |
| 1.               | 2011-08-27  | WTA New Haven | hardcourt  | Caroline Wozniacki | 4-6, 1-6 | details |

### WTA-finaleplaatsen vrouwendubbelspel
| nr.              | finaledatum | toernooi      | ondergrond | partner           | tegenstandsters                                    | score            |         |
| ---------------- | ----------- | ------------- | ---------- | ----------------- | -------------------------------------------------- | ---------------- | ------- |
| Gewonnen finales |             |               |            |                   |                                                    |                  |         |
| 1.               | 2007-05-13  | WTA Praag     | gravel     | Andrea Hlaváčková | Ji Chunmei Sun Shengnan                            | 7-6, 6-2         | details |
| 2.               | 2012-04-28  | WTA Fez       | gravel     | Aleksandra Panova | Irina-Camelia Begu Alexandra Cadanțu               | 3-6, 7-6, [11-9] | details |
| Verloren finales |             |               |            |                   |                                                    |                  |         |
| 1.               | 2008-03-01  | WTA Acapulco  | gravel     | Iveta Benešová    | Nuria Llagostera Vives María José Martínez Sánchez | 2-6, 4-6         | details |
| 2.               | 2008-08-03  | WTA Stockholm | hardcourt  | Lucie Šafářová    | Iveta Benešová Barbora Záhlavová-Strýcová          | 5-7, 4-6         | details |
| 3.               | 2014-03-01  | WTA Acapulco  | hardcourt  | Iveta Melzer      | Kristina Mladenovic Galina Voskobojeva             | 3-6, 6-2, [5-10] | details |

### Gewonnen ITF-toernooien enkelspel
| nr. | finaledatum | toernooi         | dotatie  | tegenstandster in finale    | score         |
| --- | ----------- | ---------------- | -------- | --------------------------- | ------------- |
| 1.  | 2001-04-22  | Hvar             | $10.000  | Sanda Mamić                 | 6-3, 6-1      |
| 2.  | 2001-11-18  | Stupava          | $10.000  | Joanna Sakowicz             | 6-1, 6-4      |
| 3.  | 2002-03-31  | Athene           | $10.000  | Tina Hergold                | 6-3, 6-2      |
| 4.  | 2002-06-23  | Tallinn          | $25.000  | Tiffany Dabek               | 6-3, 4-6, 6-1 |
| 5.  | 2003-08-24  | Sezze            | $10.000  | Hanna Nooni                 | 6-7, 6-3, 6-2 |
| 6.  | 2005-05-22  | Tenerife         | $25.000  | Carla Suárez Navarro        | 6-7, 6-3, 6-1 |
| 7.  | 2005-07-24  | Zwevegem         | $10.000  | Stefania Chieppa            | 6-4, 6-2      |
| 8.  | 2005-08-14  | Gdynia           | $25.000  | Agnieszka Radwańska         | 6-3, 6-4      |
| 9.  | 2005-08-21  | Kędzierzyn-Koźle | $25.000  | Natalia Gussoni             | 3-6, 6-4, 6-3 |
| 10. | 2005-09-25  | Bando            | $25.000  | Erika Takao                 | 2-6, 7-5, 6-3 |
| 11. | 2005-10-15  | Lagos            | $25.000  | Anne Keothavong             | 3-6, 6-3, 6-2 |
| 12. | 2006-04-08  | Dubai            | $10.000  | Katerina Avdiyenko          | 1-6, 7-6, 6-2 |
| 13. | 2007-03-25  | Tenerife         | $25.000  | Angelique Kerber            | 7-5, 5-7, 7-6 |
| 14. | 2007-07-15  | Felixstowe       | $25.000  | Neuza Silva                 | 6-2, 6-4      |
| 15. | 2007-07-22  | Zwevegem         | $25.000  | Lenka Wienerová             | 6-1, 5-7, 6-0 |
| 16. | 2008-05-11  | Boekarest        | $50.000  | Sorana Cîrstea              | 7-6, 7-6      |
| 17. | 2008-05-18  | Saint-Gaudens    | $50.000  | María José Martínez Sánchez | 6-4, 6-4      |
| 18. | 2010-06-26  | Périgueux        | $25.000  | Margalita Tsjachnasjvili    | 2-6, 6-1, 6-1 |
| 19. | 2010-07-04  | Mont-de-Marsan   | $25.000  | Elitsa Kostova              | 6-2, 6-2      |
| 20. | 2010-10-09  | Jounieh          | $100.000 | Mathilde Johansson          | 6-1, 6-3      |
| 21. | 2011-04-02  | Monzón           | $50.000  | Kirsten Flipkens            | 5-7, 6-4, 6-2 |

### Gewonnen ITF-toernooien dubbelspel
| nr. | finaledatum | toernooi          | dotatie  | partner                | tegenstandsters in finale                          | score         |
| --- | ----------- | ----------------- | -------- | ---------------------- | -------------------------------------------------- | ------------- |
| 1.  | 2000-08-20  | Valašské Meziříčí | $10.000  | Pavlina Ticha          | Andrea Plačková Petra Plačková                     | 6-4, 6-2      |
| 2.  | 2001-04-15  | Cavtat            | $10.000  | Pavlina Ticha          | Natalia Galouza Lotty Seelen                       | 6-2, 6-1      |
| 3.  | 2002-04-14  | Makarska          | $10.000  | Tina Hergold           | Daniela Casanova Marijana Kovačević                | 7-5, 6-2      |
| 4.  | 2002-06-23  | Tallinn           | $25.000  | Joanna Sakowicz        | Petra Russegger Stefanie Weis                      | 6-2, 4-6, 6-4 |
| 5.  | 2004-09-12  | Durmersheim       | $25.000  | Janette Bejlková       | Carmen Klaschka Imke Kusgen                        | 6-3, 7-6      |
| 6.  | 2004-09-26  | Jounieh           | $50.000  | Hana Šromová           | Nuria Llagostera Vives Frederica Piedade           | 6-4, 6-2      |
| 7.  | 2004-11-28  | Caïro             | $10.000  | Pauline Parmentier     | Galina Fokina Raisa Goerevitsj                     | 6-4, 6-2      |
| 8.  | 2005-02-20  | Mallorca          | $10.000  | Olga Brózda            | Adriana González Peñas Romina Oprandi              | 6-3, 6-4      |
| 9.  | 2005-03-06  | Gran Canaria      | $10.000  | Katia Sabate Orera     | Bibiane Schoofs Laura Vallverdu-Zafra              | 6-7, 6-3, 6-1 |
| 10. | 2005-06-19  | Lenzerheide       | $10.000  | Martina Lautenschläger | Eva-Maria Hoch Diana Vranceanu                     | 6-0, 6-3      |
| 11. | 2006-04-01  | Abu Dhabi         | $10.000  | Andreja Klepač         | Katerina Avdiyenko Kristina Grigorian              | 6-1, 6-3      |
| 12. | 2006-05-20  | Caserta           | $25.000  | Sandra Záhlavová       | Silvia Disderi Valentina Sulpizio                  | 6-2, 6-0      |
| 13. | 2006-09-30  | Batoemi           | $25.000  | İpek Şenoğlu           | Vasilisa Davydova Marina Sjamajko                  | 6-4, 3-6, 6-4 |
| 14. | 2007-02-18  | Praag             | $25.000  | Veronika Chvojková     | Katarína Kachlíková Lenka Tvarošková               | 6-2, 6-3      |
| 15. | 2007-03-30  | La Palma          | $25.000  | Andrea Hlaváčková      | Arantxa Parra Santonja Melanie South               | 6-3, 6-2      |
| 16. | 2007-04-20  | Calvià            | $25.000  | Andrea Hlaváčková      | María José Martínez Sánchez Arantxa Parra Santonja | 7-5, 6-4      |
| 17. | 2008-05-11  | Boekarest         | $50.000  | Hana Šromová           | Sorana Cîrstea Ágnes Szatmári                      | 6-4, 7-5      |
| 18. | 2008-10-26  | Poitiers          | $100.000 | Lucie Šafářová         | Akgul Amanmuradova Monica Niculescu                | 6-4, 6-4      |
| 19. | 2010-05-09  | Jounieh           | $50.000  | Renata Voráčová        | Ksenia Milevskaya Lesja Tsoerenko                  | 6-4, 6-2      |
| 20. | 2010-06-12  | Szczecin          | $25.000  | Eva Hrdinová           | Veronika Kapshay Justine Ozga                      | 7-6, 6-3      |
| 21. | 2010-09-06  | Saint-Malo        | $100.000 | Lucie Hradecká         | Marija Koryttseva Ioana Raluca Olaru               | 6-4, 6-2      |
| 22. | 2010-10-09  | Jounieh           | $100.000 | Renata Voráčová        | Eva Birnerová Andreja Klepač                       | 7-5, 6-2      |
| 23. | 2011-05-15  | Praag             | $100.000 | Michaëlla Krajicek     | Lindsay Lee-Waters Megan Moulton-Levy              | 6-2, 6-1      |
| 24. | 2011-06-12  | Nottingham        | $100.000 | Eva Birnerová          | Regina Koelikova Jevgenia Rodina                   | 6-3, 6-2      |

## Resultaten grandslamtoernooien
| Legenda | Legenda                          |
| ------- | -------------------------------- |
| g.t.    | geen toernooi gehouden           |
| l.c.    | lagere categorie                 |
| –       | niet deelgenomen                 |
| G       | uitgeschakeld in de groepsfase   |
| 1R      | uitgeschakeld in de eerste ronde |
| 2R      | uitgeschakeld in de tweede ronde |
| 3R      | uitgeschakeld in de derde ronde  |
| 4R      | uitgeschakeld in de vierde ronde |
| KF      | uitgeschakeld in de kwartfinale  |
| HF      | uitgeschakeld in de halve finale |
| F       | de finale verloren               |
| W       | het toernooi gewonnen            |
| w-v     | winst/verlies-balans             |

### Enkelspel
| Toernooi        | 2007 | 2008 | 2009 |    | 2011 | 2012 | 2013 | 2014 |
| --------------- | ---- | ---- | ---- | -- | ---- | ---- | ---- | ---- |
| Australian Open | –    | 1R   | 1R   | –  | 2R   | –    | –    |      |
| Roland Garros   | –    | 4R   | 1R   | –  | 2R   | 3R   | 1R   |      |
| Wimbledon       | –    | 1R   | 1R   | 4R | 2R   | 3R   | 2R   |      |
| US Open         | 2R   | 1R   | –    | 2R | –    | 2R   | 2R   |      |

### Vrouwendubbelspel
| Toernooi        | 2007 | 2008 | 2009 |    | 2011 | 2012 | 2013 | 2014 |
| --------------- | ---- | ---- | ---- | -- | ---- | ---- | ---- | ---- |
| Australian Open | –    | –    | 1R   | –  | 2R   | –    | –    |      |
| Roland Garros   | 1R   | 1R   | 1R   | –  | 1R   | –    | 1R   |      |
| Wimbledon       | 1R   | 1R   | –    | –  | 1R   | –    | 1R   |      |
| US Open         | 1R   | 1R   | –    | 1R | –    | 2R   | 2R   |      |